# مايك واترس
مايك واترس (بالإنجليزية: Mike Waters)‏ هو سياسي جنوب أفريقي، ولد في 30 يونيو 1967 في ميدلزبرة في المملكة المتحدة. حزبياً، نشط في التحالف الديمقراطي. في 2014 South African general election ‏، انتخب عضو الجمعية الوطنية لجنوب أفريقيا عن دائرة خاوتينغ وقد انضم خلال فترته النيابية ‏ (21 مايو 2014 – )  للكتلة البرلمانية التحالف الديمقراطي.